# Adolfo Patrón Luján
Adolfo José Patrón Luján (Mérida, Yucatán; 19 de diciembre de 1926 -Ibidem, 11 de abril de 2020) fue un empresario, promotor del arte y filántropo mexicano. Fue presidente del patronato y fundador de la actual Orquesta Sinfónica de Yucatán.

## Datos biográficos
Realizó los primeros estudios en la Escuela Modelo de su natal Mérida, trasladándose después a la Ciudad de México donde completó sus estudios de bachillerato y obtuvo la licenciatura en química en la Escuela Nacional de Ciencias Químicas de la Universidad Nacional Autónoma de México en 1949. Concluyó después la maestría en alta dirección en el Instituto Panamericano de Alta Dirección de Empresa (IPADE).[cita requerida]
Trabajó desde joven, junto con su hermano Roger, en la empresa llamada Adhesivos Resistol, fundada por su padre, Rodolfo Patrón Tenorio, que producía adhesivos a partir del almidón de yuca, empresa que más tarde, bajo su tutela, creció hasta convertirse, hacia la década de 1970, en una de las mayores compañías químicas de México. La empresa familiar se asoció, a lo largo de los años, con otras empresas internacionales para constituir el Grupo Industrial Resistol, que llegó a ser uno de los principales y más diversificados consorcios químicos de México. La compañía, que se inició en 1934 con cinco empleados, incluyendo a su padre, se convirtió, medio siglo después, en un conglomerado de más de veinte empresas, cotizado en la Bolsa Mexicana de Valores, con alrededor de cinco mil trabajadores.
También formó parte como consejero de otras empresas industriales, como Crisoba, parte a su vez de Kimberly Clark. Participó en Nylamid, Ecko, Electroquímica Mexicana, Ponderosa de Chihuahua, Siderúrgica Mexicana e Industrias Lanzagorta. Fue asimismo consejero de grupos financieros mexicanos como Banamex, Seguros América, Probursa, Sidek y Situr, entre otros.[cita requerida]
En sus tareas como promotor de la cultura y la educación en México, fue presidente del patronato de la Universidad Iberoamericana, que le otorgó en 1987 la Medalla “Bene Merenti”, por su labor como benefactor y, posteriormente, el Fondo Superior de Cultura del Patronato de la misma universidad le otorgó el premio “Tlamatini”, por su trayectoria.
Su filantropía, manifestada principalmente en la promoción de la música y la ópera, lo llevó a ser el fundador de varios patronatos, como el del Conservatorio de Las Rosas, en Morelia, Michoacán, conocido por la calidad de sus artistas egresados; fue además presidente y patrocinador de la Fundación Pro-ópera, para la difusión de eventos nacionales e internacionales de ese género musical y para la promoción de nuevos talentos artísticos. Fue fundador y presidió el patronato de la Orquesta Sinfónica de Yucatán, dirigido, a partir de 2015, por su esposa, Margarita Molina Zaldívar, del cual fue el principal impulsor durante veintidós temporadas (once años) de actividad orquestal. Fue también promotor del proyecto Sistema Estatal de Orquestas y Coros Juveniles, que permite a los talentos musicales yucatecos aprender y practicar la música.[cita requerida]
Falleció el 11 de abril de 2020, a los noventa y tres años.

## Obra
- Teatro Peón Contreras, libro editado en el 100 aniversario del emblemático teatro operístico de Mérida, Yucatán (2004)
- Orquestas Sinfónicas de Yucatán, pasado y presente (1898 - 2015), coautor con María Teresa Mézquita Méndez et al. Mérida, México, 2015.

## Reconocimientos
- Ejecutivo del año otorgado por la Asociación de Ejecutivos de Ventas y Mercadotecnia de  México, 1976
- Premio Nacional de Química Andrés Manuel del Río[10] otorgado por la Sociedad Química de México y entregado por el presidente de la república José López Portillo, 1976[11][12]
- Universidad Iberoamericana | Medalla Bene Merenti de la Universidad Iberoamericana, por su labor como benefactor, 1987
- Premio “Tlamatini” de la Universidad Iberoamericana, por su trayectoria, 1995
- Medalla Gonzalo Cámara Zavala, otorgada por la Liga de Acción Social, 2007
- Medalla Yucatán, 2008[13]
- En el año 2009 se le da un lugar en  el Salón del Empresario en México por su trayectoria.[14]
- Medalla Silvio Zavala Vallado, 2014[15][16]
- Medalla Liderazgo, Universidad Mayab/Anáhuac, 2015[17]